# Pieter Blaisse
Pieter Alfons Blaisse (Amsterdam, 24 april 1911 - 's-Gravenhage, 1 augustus 1990) was een Nederlands ambtenaar, politicus en bestuurder. Hij was voornamelijk actief op het gebied van buitenlandse handel en internationale samenwerking.
Pieter was de jongste van vijf zoons in het Katholieke gezin van notaris Alphonsus Jacobus Boudewijn Blaisse en zijn vrouw Stephana Dorothea Maria Smithuijsen. Na het voltooien van het gymnasium aan het Sint Ignatius College ging hij rechten studeren aan de Gemeentelijke Universiteit van Amsterdam (1929 - 1934) en economie aan de Technischer Hochschule Hannover (1934 - 1935). Hij werkte achtereenvolgens als directie-secretaris bij een textielfabriek (1934 - 1935) en Philips' Gloeilampenfabrieken (1935 - 1940), waarna hij aan de slag ging als secretaris bij Hoofdgroep Industrie (1940 - 1942). Hij was kort lid van de Nederlandse Volksbeweging (1945-1946). Na de oorlog werd hij kort adjunct-directeur bij het Centraal Plan Bureau en lid van de tijdelijke gemeenteraad van Den Haag. Daarna ging hij aan de slag als administrateur bij het directoraat voor Herstel en Voorzieningen bij het Ministerie van Economische Zaken (1946 - 1952). Blaisse was betrokken bij de voorbereidingscommissie ter oprichting van de Verenigde Naties (1945) en (samen met Marga Klompé) ter voorbereiding van het Europees Statuut 1953 (1952/1953) die de weg vrijmaakte voor de oprichting van de Europese Economische Gemeenschap.
In 1952 werd de hoofdambtenaar namens de Katholieke Volkspartij in de Tweede Kamer der Staten-Generaal gekozen. Met een korte onderbreking in 1956 zou hij lid blijven tot 1967. Hij was een vooraanstaand Kamerlid, werd enkele keren genoemd als minister of staatssecretaris en was goed bevriend met Joseph Luns. Zo werd hij in 1959 bij de eerste formatiepoging van Kabinet-De Quay genoemd als kandidaat-minister voor Buitenlandse Handel.
In de Kamer was hij onder meer woordvoerder handelspolitiek, economische en Europese Zaken. Hij was voorzitter van de vaste Tweede Kamercommissie voor Handelspolitiek (1956 - 1963), de Commissie van Voorbereiding voor het wetsvoorstel Goedkeuring verdragen tot oprichting van de EEG en van Euratom (1957), de bijzondere commissie voor het wetsontwerp Goedkeuring verdrag inzake de Organisatie voor Economische Samenwerking en Ontwikkeling en herziening van het Verdrag nopens de Europese Economische Samenwerking (1961), de vaste Tweede Kamercommissie voor Kernenergie (1963 - 1967) en de bijzondere commissie voor de ontwerp-Mijnwet Continentaal Plat (1964/1965). Ook was hij ondervoorzitter van de vaste Tweede Kamercommissie voor Buitenlandse Zaken (1966 - 1967). In 1965 diende hij een amendement in op de ontwerp-Mijnwet Continentaal Plat die de Regering verplichte om Algemene Maatregelen van Bestuur over gas- en oliewinning in de Noordzee voor te leggen aan de Staten-Generaal ter goedkeuring. Tijdens zijn loopbaan stemde hij enkele malen niet mee met de meerderheid van de KVP-fractie, zoals in 1960 toen hij voor de motie-Tendeloo stemde over de opheffing van het arbeidsverbod voor de gehuwde ambtenares, in 1963 voor de motie-Van Someren-Downer inzake een commercieel tweede tv-net en in 1964 voor het (onaanvaardbaarverklaarde) amendement-Scheps waardoor de Bijlmermeer bij de gemeente Amsterdam zou worden gevoegd.
Blaisse vertegenwoordigde Nederland ook bij de Gemeenschappelijke Vergadering van de Europese Gemeenschap voor Kolen en Staal (1952 - 1958) en werd door de Staten-Generaal benoemd in het Europees Parlement (1958 - 1967). Daar was hij van 1961 tot 1967 vicevoorzitter van het Parlement en voorzitter van de parlementaire commissie voor de Interne Markt.
In december 1966 werd Blaisse tot zijn verrassing niet door de KVP kandidaat gesteld voor de Tweede Kamer en in 1967 werd hij dan ook niet herkozen. Vervolgens ging hij aan de slag als rechtskundig en economisch adviseur in Den Haag, en per 1 januari 1969 werd hij benoemd tot bijzonder hoogleraar juridische en economische aspecten van internationale organisaties en concernstructuur aan de Technische Hogeschool Delft, wat hij tot 1980 zou blijven. Hij vervulde vanaf 1966 ook diverse commissariaten bij Nederlandse en buitenlandse bedrijven, zoals bij Elsevier, AMRO Bank en Aegon.
Blaisse was lid van de Nieuwe of Litteraire Sociëteit De Witte en is op 29 april 1963 benoemd tot Ridder in de Orde van de Nederlandse Leeuw. Hij was getrouwd (1939) met Verona Anna van der Leeuw, en zij kregen twee zoons en een dochter. Later zou hij hertrouwen met Marjolein Reintjes.
- Biografisch Portaal: 72015956
- International Standard Name Identifier: 0000 0003 7049 5160
- Nederlandse Thesaurus van Auteursnamen: 06931411X
- Parlement.com: vg09lky5bjym
- Système universitaire de documentation: 089818318
- Virtual International Authority File: 249773486
- WorldCat: E39PBJjRVC33xGgfvVTv4jpQMP